# Joan Massons i Rabassa
Joan Massons i Rabassa   (Barcelona, 1944) és un professor universitari de finances i alpinista català. Llicenciat en ciències empresarials i MBA, és professor de finançes a ESADE. Membre de la Unió Excursionista de Catalunya (UEC), el 1970 va rebre la medalla d’or del primer Ral·li Internacional d’Esquí de Muntanya. Entre 1971 i 1983 va realitzar expedicions al Alt Atles Kurdistan, Kirenya, Djurdjura, Quechua, Saraghrar, Dhaulagiri, Ama Dablam i l'Ahaggar. El 1980 va rebre la medalla d’or de la UEC. El 1983 participà en el segon intent català per assolir el cim de l'Everest i el 1985 fou sots-cap de l'expedició catalana que conquerí per primera vegada l'Everest, per l'aresta nord-oest del vessant tibetà, amb Conrad Blanch. El 1996 pujà el cim de les Torres del Paine (Xile). És coautor del llibre «Hem fet el cim!» (1986) i «Análisis Financiero en Inflación» (1988).